# Campeonato Paraibano 1982
In 1982 werd het 72ste Campeonato Paraibano gespeeld voor voetbalclubs uit de Braziliaanse staat Paraíba. De competitie werd georganiseerd door de Federação Paraibana de Futebol en werd gespeeld van 2 mei tot 1 december. Treze werd kampioen.

## Eerste toernooi

### Eerste fase
| Plaats | Club                 | Wed. | W | G | V | Saldo | Ptn. |
| ------ | -------------------- | ---- | - | - | - | ----- | ---- |
| 1.     | Treze                | 9    | 8 | 1 | 0 | 27:2  | 17   |
| 2.     | Campinense           | 9    | 8 | 0 | 1 | 33:3  | 16   |
| 3.     | Nacional de Patos    | 9    | 6 | 0 | 3 | 18:7  | 12   |
| 4.     | Botafogo             | 9    | 5 | 1 | 3 | 15:10 | 11   |
| 5.     | Nacional de Cabedelo | 9    | 5 | 1 | 3 | 11:13 | 11   |
| 6.     | Auto Esporte         | 9    | 2 | 3 | 4 | 10:12 | 7    |
| 7.     | Esporte              | 9    | 3 | 1 | 5 | 9:15  | 7    |
| 8.     | Guarabira            | 9    | 2 | 2 | 5 | 10:15 | 6    |
| 9.     | Santa Cruz           | 9    | 1 | 0 | 8 | 5:46  | 2    |
| 10.    | Santos               | 9    | 0 | 1 | 8 | 4:19  | 1    |

|  | Geplaatst voor tweede fase en finale eerste toernooi |
|  | Geplaatst voor tweede fase                           |

### Tweede fase
| Plaats | Club              | Wed. | W | G | V | Saldo | Ptn. |
| ------ | ----------------- | ---- | - | - | - | ----- | ---- |
| 1.     | Botafogo          | 6    | 2 | 4 | 0 | 6:3   | 8    |
| 2.     | Treze             | 6    | 3 | 1 | 2 | 12:9  | 7    |
| 3.     | Campinense        | 6    | 2 | 2 | 2 | 6:5   | 6    |
| 4.     | Nacional de Patos | 6    | 1 | 1 | 4 | 7:14  | 3    |

|  | Geplaatst voor finale eerste toernooi |

### Finale
|                |       |       |          |  |
| 18 juli Finale | Treze | 1 – 0 | Botafogo |  |
| 18 juli Finale |       |       |          |  |

## Tweede toernooi

### Eerste fase
| Plaats | Club                 | Wed. | W | G | V | Saldo | Ptn. |
| ------ | -------------------- | ---- | - | - | - | ----- | ---- |
| 1.     | Treze                | 9    | 6 | 3 | 0 | 22:3  | 15   |
| 2.     | Nacional de Patos    | 9    | 6 | 2 | 1 | 18:3  | 14   |
| 3.     | Campinense           | 9    | 4 | 5 | 0 | 15:4  | 13   |
| 4.     | Botafogo             | 9    | 4 | 5 | 0 | 10:3  | 13   |
| 5.     | Esporte              | 9    | 3 | 2 | 4 | 12:11 | 8    |
| 6.     | Santa Cruz           | 9    | 2 | 4 | 3 | 6:9   | 8    |
| 7.     | Nacional de Cabedelo | 9    | 2 | 3 | 4 | 10:19 | 7    |
| 8.     | Auto Esporte         | 9    | 1 | 3 | 5 | 8:18  | 5    |
| 9.     | Guarabira            | 9    | 0 | 4 | 5 | 5:17  | 4    |
| 10.    | Santos               | 9    | 1 | 1 | 7 | 5:24  | 3    |

|  | Geplaatst voor tweede fase en finale tweede toernooi |
|  | Geplaatst voor tweede fase                           |

### Tweede fase
| Plaats | Club              | Wed. | W | G | V | Saldo | Ptn. |
| ------ | ----------------- | ---- | - | - | - | ----- | ---- |
| 1.     | Campinense        | 6    | 3 | 3 | 0 | 13:8  | 9    |
| 2.     | Treze             | 6    | 2 | 3 | 1 | 10:5  | 7    |
| 3.     | Botafogo          | 6    | 1 | 3 | 2 | 10:12 | 5    |
| 4.     | Nacional de Patos | 6    | 0 | 3 | 3 | 6:14  | 3    |

|  | Geplaatst voor finale tweede toernooi |

### Finale
|                   |       |       |            |  |
| 1 december Finale | Treze | 2 – 1 | Campinense |  |
| 1 december Finale |       |       |            |  |

## Derde toernooi

### Eerste fase
| Plaats | Club                 | Wed. | W | G | V | Saldo | Ptn. |
| ------ | -------------------- | ---- | - | - | - | ----- | ---- |
| 1.     | Nacional de Patos    | 9    | 7 | 2 | 0 | 24:6  | 16   |
| 2.     | Treze                | 9    | 6 | 3 | 0 | 19:2  | 15   |
| 3.     | Campinense           | 9    | 4 | 5 | 0 | 17:5  | 13   |
| 4.     | Guarabira            | 9    | 4 | 3 | 2 | 12:9  | 11   |
| 5.     | Esporte              | 9    | 3 | 4 | 2 | 12:9  | 10   |
| 6.     | Botafogo             | 9    | 3 | 2 | 4 | 6:9   | 8    |
| 7.     | Nacional de Cabedelo | 9    | 2 | 2 | 5 | 12:19 | 6    |
| 8.     | Auto Esporte         | 9    | 1 | 4 | 4 | 8:16  | 6    |
| 9.     | Santos               | 9    | 2 | 1 | 6 | 10:25 | 5    |
| 10.    | Santa Cruz           | 9    | 0 | 0 | 9 | 5:25  | 0    |

|  | Geplaatst voor tweede fase en finale derde toernooi |
|  | Geplaatst voor tweede fase                          |

### Tweede fase
| Plaats | Club              | Wed. | W | G | V | Saldo | Ptn. |
| ------ | ----------------- | ---- | - | - | - | ----- | ---- |
| 1.     | Campinense        | 6    | 5 | 1 | 0 | 16:4  | 11   |
| 2.     | Treze             | 6    | 3 | 1 | 2 | 10:7  | 7    |
| 3.     | Nacional de Patos | 6    | 1 | 2 | 3 | 7:9   | 4    |
| 4.     | Guarabira         | 6    | 1 | 0 | 5 | 2:15  | 2    |

|  | Geplaatst voor finale derde toernooi |

### Finale
|                    |            |       |                   |  |
| 28 november Finale | Campinense | 1 – 0 | Nacional de Patos |  |
| 28 november Finale |            |       |                   |  |

## Finale
In geval van gelijkspel won Treze, daar het twee van de drie toernooien gewonnen had. 
|                   |       |       |            |  |
| 1 december Finale | Treze | 2 – 2 | Campinense |  |
| 1 december Finale |       |       |            |  |

### Kampioen
| Campeonato Paraibano de 1982 |
| Paraiba                      |
| ---------------------------- |
| TREZE Kampioen (7° titel)    |

## Topschutters
| Speler            | Speler | Goals | Club  |
| ----------------- | ------ | ----- | ----- |
| Vlag van Brazilië | Lula   | 22    | Treze |